# Phoxophrys cephalum
Espèce
Synonymes
- Pelturagonia cephalum Mocquard, 1890
- Japalura nigrilabris De Rooij, 1915

Phoxophrys cephalum est une espèce de sauriens de la famille des Agamidae.

## Répartition
Cette espèce est endémique de Bornéo. Elle se rencontre au Sabah, au Sarawak et au Kalimantan.

## Publication originale
- Mocquard, 1890 : Recherches sur la faune herpétologique des Iles de Bornéo et de Palawan. Nouvelles archives du Museum d'histoire naturelle de Paris, sér. 3, vol. 2, p. 115–168 (texte intégral).